# Vzw Restart
Vzw Restart Ferries Oostende, afgekort vzw Restart, is een Vlaamse burgerbeweging die ijvert voor het herstel van passagierslijnen vanuit de haven van Oostende. In ruimere zin wil de vereniging dat de haven van Oostende inzet op gediversifieerde activiteiten waarin zowel RoRo, Passagiersvervoer als groene energie een volwaardige plaats krijgen. De nadruk ligt hierbij op tewerkstelling en de uitstraling van Oostende als havenstad. Vzw Restart is politiek onafhankelijk. 
Sinds de overname van de historische Oostendse Reddingboot 3 is restauratie van varend erfgoed de belangrijkste activiteit geworden.

## Geschiedenis
In 2013 werd een Facebookpagina opgericht waarin geijverd werd voor het meenemen van voetpassagiers op de lijn Oostende-Ramsgate. Die lijn werd  toen nog uitgebaat door Transeuropa Ferries (TEF). Na het bankroet van Transeuropa Ferries in april 2013 werd de oproep al heel snel uitgebreid tot het heropstarten van een nieuwe passagierslijn. De groep haalde al snel zowel regionale, nationale als internationale pers. Vzw Restart groeide op korte termijn uit tot een burgerbeweging die zowel politici als investeerders wil wijzen op het belang van de Oostendse haven. In november 2014 werd de groep een Vereniging zonder winstoogmerk (vzw). 
Na de overname van de historische Reddingboot 3 kwam de nadruk vooral te liggen op restauratie van Oostends varend erfgoed.

## Watson Reddingboot 3
In oktober 2019 verwierf vzw Restart de als varend erfgoed erkende Reddingboot 3. De reddingboot wordt volledig vaarklaar gemaakt door een groep vrijwilligers. Sinds maart 2020 is het vaartuig door de Vlaamse overheid erkend als open erfgoed.

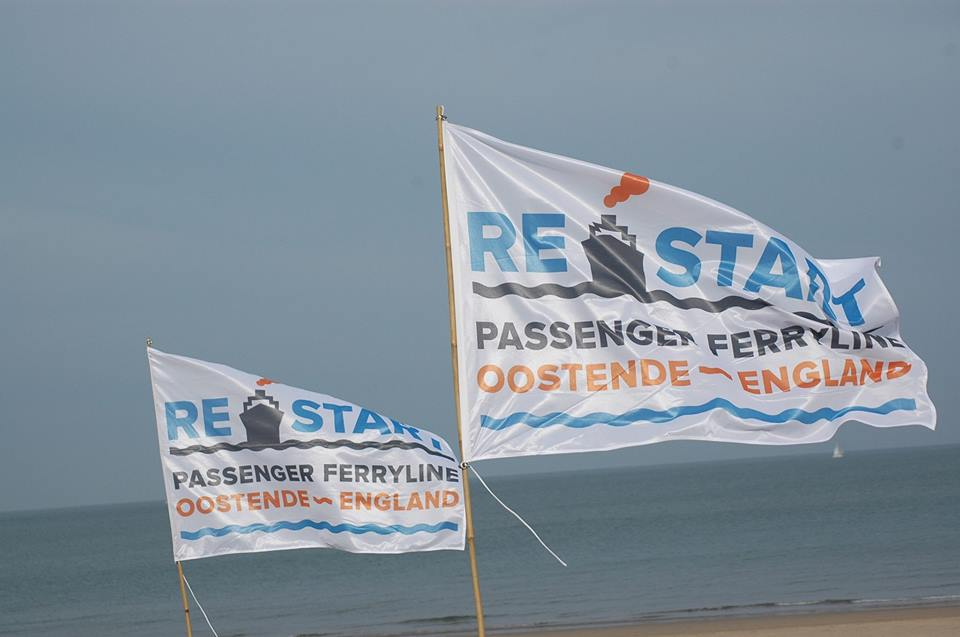
De vlaggen van vzw Restart wapperen aan het strand van Oostende

## Doelstellingen
In de statuten van de vereniging staat dat deze alle mogelijke acties kan ondernemen om de bevolking, investeerders, het havenbestuur en politiek te sensibiliseren voor het economische, maatschappelijke en sociaal belang van de Oostendse haven en het belang van gediversifieerde duurzame activiteiten in deze haven. De vereniging voerde regelmatig actie om de aandacht te vestigen op het belang van de Churchillkaai voor passagiersvervoer. Hierbij reageerde vzw Restart tegen de geplande bouw van een Aquarium op deze historische haventereinen. Naast een economisch actieve haven is ook het behoud van maritiem erfgoed een belangrijke pijler in de werking van de vzw. 

## Activiteiten en acties
| Datum             | Activiteit |
| ----------------- | --- |
| Februari 2014     | Publicatie folder “Verhalen over een lege haven” die op 30.000 exemplaren verdeeld werd in Oostende. |
| Juli 2014         | Studietrip naar Ramsgate, ontmoetingen met gemeentebestuur en havenautoriteiten |
| Oktober 2014:     | “Keerdekiwere” actietrip naar Canterbury en Ramsgate met de bedoeling om politiek en investeerders te wijzen op het belang van de Oostendse haven. Er waren 214 deelnemers. De vereniging komt dan in het BBC-journaal . |
| November 2014     | Restart Passenger Ferries Oostende-England wordt een volwaardige vzw. |
| 9 januari 2015    | Organiseren van een groot havendebat met o.a. Havenschepen prof. Johan Vande Lanotte, Professor Georges Allaert en vertegenwoordigers van vzw Restart. |
| april 2015        | Studiedienst van vzw Restart publiceert visietekst over de mogelijkheden van de Oostendse haven. Deze studie wordt ruim besproken op de Oostendse gemeenteraad. De studie werd ook doorgestuurd naar de Vlaamse en Federale parlementsleden. |
| mei 2015          | Vzw Restart organiseert samen met professor Georges Allaert een persconferentie over het belang van de Churchillkaai voor het behoud en aantrekken van passagierslijnen. Deze persconferentie haalde het Focus-WTV-Journaal. |
| Juli 2015         | Diverse bezoeken aan verschillende rederijen |
| Augustus 2015     | Studietrip naar Ramsgate, kennismaking met het nieuwe havenbestuur |
| 12 september 2015 | 2e actietrip naar Engeland, de Westvlaamse regionale zender Focus WTV bracht ruim verslag uit op de regionale televisie. |
| 2016              | - Op 19 september organiseert vzw Restart herdenkingsplechtigheid ter gelegenheid van 20 jaar aankondiging einde RMT. - Op 26 november 2016 trok vzw Restart met 4 volle autocars naar Londen voor een kerstshopping. |
| 2017 -1018        | In 2017 ijverde vzw Restart samen met de personeelsleden van RMT om een straat of plein naar de RMT te noemen. Het plein voor het station van Oostende noemt sindsdien Oostende-Dover plein. |
| 2019              | In oktober 2019 neemt vzw Restart de historische Reddingboot 3 over met de bedoeling om haar volledig te restaureren. Haven Oostende zorgt voor een terrein waar de reddingboot kan gerestaureerd worden. |
| 2020              | - Op 30 januari 2020 wordt Reddingboot 3 door de Vlaamse overheid erkend als open erfgoed. - Erfgoedorganisatie Herita erkent vzw Restart als erfgoedvereniging en werd een herita-projectrekening geopend. - Vzw Restart neemt deel aan open erfgoeddag. Er is veel persbelangstelling met o.a. een hoofditem op het VRT-Nieuws en op de regionale tv-zender Focus-WTV |